# وو شوگن
وو شوگن (انگلیسی: Wu Shugen؛ زادهٔ ۲۶ اوت ۱۹۸۷) جودوکار زن اهل چین است. وی در بازی‌های المپیک تابستانی ۲۰۰۸ و ۲۰۱۲ شرکت کرده‌است.